# Iberolacerta bonnali
La lagartija pirenaica (Iberolacerta bonnali) es una especie de lagartija de la familia Lacertidae, endémica de los Pirineos.

## Descripción
Iberolacerta de tamaño medio, de 52 (machos) a 55 mm (hembras), con el dorso de color grisáceo o grisáceo-parduzco, nunca marrón como en I. aurelioi, con dos líneas oscuras a lo largo del dorso.

## Distribución
Endemismo de los Pirineos centrales. En España se encuentra desde el macizo de Arriel, por el oeste, hasta las montañas del Parque Nacional de Aigüestortes i Estany de Sant Maurici, por el este. Quedando su área de distribución comprendida entre los puertos de Portalet (Huesca) y el puerto de Bonaigua (Lérida. En Francia se extiende un poco más al oeste (macizo del Pic de Midi d'Ossau).

## Hábitat
En su área de distribución, Iberolacerta bonnali, habita las laderas y afloramientos rocosos de todo tipo de rocas, del piso alpino en alturas superiores a los 2.000 metros en la vertiente española y a 1.700 en la vertiente francesa, llegando al menos hasta los 3.062 m en Vallibierna.

## Amenazas
La destrucción de hábitat (explotaciones hidroeléctricas, estaciones de esquí, construcción de refugios, pistas, etc.), exceso de tráfico de vehículos, recolección furtiva y cambio climático. Sin embargo al ser su área de distribución mayor y más heterogénea en cuanto a hábitat y altitudes, está bastante menos amenazada que las otras dos Iberolacerta pirenaicas.